# Orbigny-au-Val
Orbigny-au-Val település Franciaországban, Haute-Marne megyében. Lakosainak száma 96 fő (2022. január 1.). Orbigny-au-Val Bannes, Lecey, Neuilly-l’Évêque, Orbigny-au-Mont és Peigney községekkel határos.

## Népesség
A település népességének változása:
| Lakosok száma | 117  | 124  | 96   | 96   | 97   | 102  | 96   | 98   | 98   | 96   |
|               | 1968 | 1990 | 2006 | 2011 | 2015 | 2016 | 2018 | 2019 | 2021 | 2022 |